# Lake of the Woods (Ontario)
Lake of the Woods to gmina (ang. township) w Kanadzie, w prowincji Ontario, w dystrykcie Rainy River.
Powierzchnia Lake of the Woods to 4,900 km².
Według danych spisu powszechnego z roku 2001 Lake of the Woods liczy 330 mieszkańców (0,44 os./km²).